# Јуре Балковец
Јуре Балковец (Ново Место, 9. септембар 1994) је словеначки фудбалер који игра као дефанзивац за турског прволигаша Алањаспор и репрезентацију Словеније.

## Играчка каријера

### Клубови
У јануару 2018. Балковец је напустио Домжале и потписао за екипу из италијанску Серије Б, Бари, да би неколико месеци касније прешао у Хелас Верону у истој лиги након финансијског колапса Барија.
У септембру 2020. Балковец је прешао да игра у Турској за Фатих Карагумрук. У лето 2022. придружио се земљаку Михи Мевљи у турској екипи Алањаспор.

### Репрезентација
Балковец је дебитовао за Словенију на утакмици Лиге нација у октобру 2018. против Кипра, ушавши у 58. минуту као замена за Бојана Јокића.

## Успеси

### Играчки
Домжале
- Куп Словеније: првак 2016/2017.[1]